# Ber Warzager
Zajnwel Ber Warzager (ur. 18 września 1912 w Tomaszowie Mazowieckim, zm. 1988 w Kolonii, Niemcy), zw. „Bernard”, „Beniek”, malarz ekspresjonista, twórca plakatów, więzień obozu koncentracyjnego w Buchenwaldzie, dyrektor Muzeum Sztuki Współczesnej w Hajfie, następnie malarz-informelista działający w Izraelu i Niemczech.

## Koligacje rodzinne
Był synem Rywena Warzagera, buchaltera fabrycznego, i Szajndli Fajgi z d. Gelbart. Pochodził z zasłużonej rodziny Warzagerów, której liczni przedstawiciele zawodowo zajmowali się malarstwem użytkowym lub artystycznym. Jego dziadkiem był Szmul Hersz Warzager, tomaszowski artysta malarz, tworzący także dzieła sztuki użytkowej.
Jego siostrzenicą była malarka francuska tworząca obrazy o tematyce żydowskiej Myriam Rozenblum, córka Chaima Fogiela i Zysli Frymety Warzager, starszej siostry Bera Warzagera.

## Edukacja
Od dzieciństwa Ber Warzager zdradzał zdolności artystyczne. Za talent uznał go także malarz amerykański Jennings Tofel, uprzednio Idel Taflewicz (1891–1959), który w r. 1929 bawił w rodzinnym Tomaszowie. W latach 1936–1938 Ber Warzager studiował w Akademii Sztuk Pięknych w Warszawie. Po powrocie do rodzinnego miasta zyskał sławę jako twórca plakatów filmowych i obrazów ekspresjonistycznych. W 1938 i 1939 prezentował obrazy na samodzielnych wystawach w Tomaszowie Mazowieckim.
Edukację uzupełniał po II wojnie światowej we Włoszech. W latach 1946–1947 studiował w Akademii Sztuk Pięknych Brera (Accademia delle Belle Arti di Brera) w Mediolanie.

## Okres okupacji
13 września 1939 (po wkroczeniu hitlerowców do Tomaszowa) Ber Warzager został pochwycony w łapance i zesłany do obozu koncentracyjnego Buchenwald. Ocalał mimo nieludzkich warunków panujących w tym obozie.

## Pobyt w Izraelu
W 1948 wyemigrował do Izraela. Tam w latach 1948–1958 pracował na stanowisku dyrektora w Muzeum Sztuki Nowoczesnej w Hajfie. W malarstwie był wyznawcą ekspresjonizmu, choć w twórczości przedstawiał też sceny z życia małomiasteczkowego Żydów (sztetl), typowego dla Polski międzywojennej. W Izraelu stał się gorącym zwolennikiem informelu czyli „sztuki bezkształtnej” (fr. art informel). W Izraelu miał dwie wystawy samodzielne: w 1952 w Har Canaan w miejscowości Safed i w 1957 w Domu Chagalla w Hajfie.

## Pobyt w Niemczech
W 1958 Ber Warzager wyemigrował z Izraela do Europy i osiedlił się w Kolonii (Köln) w Niemczech. Wystawiał swoje obrazy w Antwerpii (1959), Knokke (1959), Brugii (1959), Kolonii (1959, 1960, 1966), Berlinie (1961), w holenderskim Bergen (1962), Bambergu (1963), Bensbergu (1966), w Bonn (1971), w Weimarze (1985) i w wielu innych miejscach Europy.
Był także ilustratorem publikacji o charakterze żydowskim. Ilustrował m.in. dzieła Chaima Blocha (1881–1973) pt. Aus Mirjams Brunnen. Chassidische Erzählungen und Legenden (Darmstadt 1966, 2 wyd. 1970); Chassidische Geschichten und Legenden (Wiesbaden 1996, 2 wyd. 2006). Zm. 1988 r. w Kolonii.

## Literatura
- Bildende Künstler im Land Nordrhein-Westfalen, B. II (Köln-Aachen), Recklinghausen 1967;
- Ber Warzager. Gemämalde und Zeichnungen. Bonner Kunstverein. Rheinishes Landesmuseum. Katalog 1971/3 (fot.);
- A. M. Dorman, Autour de l’art juif. Encyclopédie universelle des peintres, sculpteurs et photographes, Chatou 2003, s. 212 (tu, Ber Warzager);
- Michał Piasecki, Z Tomaszowa do Magnitogorska, Warszawa 1995, s. 65 (tu, Wajzager Beniek);
- Krzysztof Tomasz Witczak, Słownik biograficzny Żydów tomaszowskich, Łódź – Tomaszów Mazowiecki 2010: Wydawnictwo Uniwersytetu Łódzkiego, s. 262-263 (biogram, fot., bibl.), ISBN 978-83-7525-358-0.